# لوک آگبالا
لوک آگبالا (انگلیسی: Luc Agbala; ۲۳ سپتامبر ۱۹۴۷ – ۱۸ اکتبر ۲۰۱۰) بازیکن فوتبال اهل توگو بود که در پست مهاجم بازی می‌کرد.
وی در تیم ملی فوتبال توگو بازی کرده است.